# The HU
The HU – mongolski zespół folkmetalowy powstały w 2016 roku w Ułan Bator. Grupa łączy muzykę heavymetalową z folkową m.in. poprzez wykorzystywanie tradycyjnych mongolskich instrumentów, takich jak morin chuur czy gardłowego śpiewu chöömej.

## Historia
Jakkolwiek za oficjalny początek działalności grupy w obecnym kształcie przyjmuje się rok 2016, to jak przyznają sami muzycy praca nad materiałem na debiutancką płytę trwała siedem lat. Każdy z czterech podstawowych członków zespołu ma gruntowne wykształcenie muzyczne wyniesione z konserwatorium w Ułan Bator oraz kilkuletnie doświadczenie wyniesione z występów w Azji i krajach Pacyfiku. Najstarszy członek grupy 35-letni G. Nyamjantsan, czyli Jaya, jest w tym konserwatorium nauczycielem.
O zespole zrobiło się głośno na scenie międzynarodowej po opublikowaniu u schyłku 2018 roku w serwisie YouTube dwóch singli. Pierwszy, zatytułowany Yuve Yuve Yu doczekał się 108 milionów wyświetleń, kolejny Wolf Totem – 85 milionów. Utwory te znajdą się również na debiutanckiej płycie zespołu zatytułowanej The Gereg. Później wydane zostały jeszcze dwa single promujące wydawnictwo – Shoog Shoog (3,7 milionów wyświetleń) i The Great Chinggis Khaan (4,7 milionów wyświetleń).
Skala sukcesu zaskoczyła samych muzyków – jak przyznają, liczyli na popularność, ale nie liczoną w milionach. Wraz z popularnością pojawiły się też zaproszenia na festiwale muzyczne, tylko w Europie w 2019 grupa zapowiadana była na takich wydarzeniach jak Sama'Rock we Francji, Download Festival 2019 w Wielkiej Brytanii, Kilkim Žaibu XX na Litwie, TONS of ROCK 2019 w Norwegii czy Rock for People 2019 w Czechach.
24 czerwca 2019 roku zespół wystąpił w warszawskim klubie Proxima. Powrócił do Polski 24 stycznia 2020 roku, by dać koncert w klubach Palladium i Pralnia.
27 listopada 2019 roku grupa została uhonorowana Orderem Czyngis-chana, najwyższym mongolskim odznaczeniem, za promowanie kultury Mongolii na świecie.
Zespół zaczął w 2020 roku nagrywać nowe wersje swoich piosenek, wraz z zachodnimi artystami śpiewającymi po angielsku. Byli to kolejno: From Ashes to New, Jacoby Shaddix (szczególnie ta przeróbka została entuzjastycznie przyjęta, zdobywając w serwisie YouTube 8,6 milionów wyświetleń) oraz Lzzy Hale. Zapowiedziano także wydanie rozszerzonej wersji The Gereg, na której między innymi te utwory mają się znaleźć.
W 2019 roku zespół nagrał piosenkę Sugaan Essena na potrzeby gry Star Wars Jedi: Upadły zakon. Została ona bardzo dobrze przyjęta i wzbudziła zainteresowanie fanów Gwiezdnych Wojen.

## Styl muzyczny
Muzyka zespołu to heavy metal z dużą domieszką folku, sam zespół określa ją jako hunnu rock, określenie pochodzące od starożytnego imperium Hunów. Zespół, prócz wykorzystywania tradycyjnych mongolskich instrumentów, kładzie też duży nacisk na tradycyjną mongolską oprawę swoich występów.

## Tematyka tekstów
Zespół wykonuje swoje teksty w języku mongolskim. Wiele utworów, jak Wolf Totem przyjmuje konwencję pieśni wojennych i odnosi się do niegdysiejszej potęgi militarnej Mongołów, wykorzystywane są w nich również stare mongolskie okrzyki wojenne. Często przywoływana jest też postać Czyngis-chana, któremu poświęcono czwarty singiel, The Great Chinggis Khaan. Shoog Shoog natomiast odnosi się do rdzennych mongolskich wierzeń szamańskich.

## Skład zespołu
- B. Dashdondog jako Dashka – producent, kompozytor

### Podstawowy
- Galbadrakh Tsendbaatar jako Gala – prowadzący śpiew alikwotowy (chöömej), morin chuur
- Nyamjantsan Galsanjamts jako Jaya – tumur chuur (odmiana drumli), cuur, flet, śpiew alikwotowy
- Temuulen Naranbaatar jako Temka – tovshuur(inne języki), wokal wspierający
- Enkhasaikhan Batjargal jako Enkush – prowadzący morin chuur, śpiew alikwotowy

### Muzycy koncertowi
- Jambaldorj Ayush jako Jamba – gitara elektryczna, wokal wspierający
- Batkhuu Batbayar jako Batkhuu – gitara basowa, wokal wspierający
- Odbayar Gantumur jako Odko – bębny, wokal wspierający
- Unumunkh Maralkhuu jako Ono – instrumenty perkusyjne, wokal wspierający

## Dyskografia

### Albumy studyjne
| Tytuł     | Szczegóły                                                                                              | Pozycje na listach przebojów | Pozycje na listach przebojów | Pozycje na listach przebojów | Pozycje na listach przebojów | Pozycje na listach przebojów | Pozycje na listach przebojów | Pozycje na listach przebojów | Pozycje na listach przebojów | Pozycje na listach przebojów |
| Tytuł     | Szczegóły                                                                                              | Australia                    | Austria                      | Belgia (Flandria)            | Kanada                       | Finlandia                    | Francja                      | Niemcy                       | Wielka Brytania              | Stany Zjednoczone            |
| --------- | --- | ---------------------------- | ---------------------------- | ---------------------------- | ---------------------------- | ---------------------------- | ---------------------------- | ---------------------------- | ---------------------------- | ---------------------------- |
| The Gereg | - Released: 13 września 2019 roku - Wytwórnia: Eleven Seven - Formaty: CD, digital download, streaming | 11                           | 25                           | 38                           | 73                           | 32                           | 99                           | 24                           | 21                           | 103                          |

### Single
| Rok  | Tytuł                                  | Najwyższe pozycje na listach | Najwyższe pozycje na listach | Album     |
| Rok  | Tytuł                                  | US Rock                      | US Rock Dig.                 | Album     |
| ---- | -------------------------------------- | ---------------------------- | ---------------------------- | --------- |
| 2018 | Yuve Yuve Yu                           | –                            | 7                            | The Gereg |
| 2018 | Wolf Totem                             | 22                           | 1                            | The Gereg |
| 2019 | Shoog Shoog                            | –                            | —                            | The Gereg |
| 2019 | The Great Chinggis Khaan               | –                            | —                            | The Gereg |
| 2020 | Yuve Yuve Yu (feat. From Ashes to New) | —                            | —                            | The Gereg |
| 2020 | Wolf Totem (feat. Jacoby Shaddix)      | —                            | —                            | The Gereg |
| 2020 | Sugaan Essena                          | —                            | —                            | —         |
| 2020 | Song of Women (feat. Lzzy Hale)        | —                            | —                            | The Gereg |